# Progress (letjelica)
Letjelica Progress bespilotna je verzija Sojuza. Osim dizajna, sa Sojuzom dijeli i pogonsko sredstvo, raketu Sojuz. Trenutno se Progress koristi za opskrbu Međunarodne svemirske postaje. U prošlosti se koristila za opskrbu Saljuta i Mir-a.
Progress može do svemirskih postaja prevesti gorivo, kisik, vodu, hranu, znanstvene eksperimente i odjeću. Nosivost letjelice je oko 2,500 kg.

## Dizajn
Progress je istog oblika i veličine kao Sojuz. Letjelica se sastoji od tri modula:
- Prednji modul pod pritiskom. Ovaj modul služi za transport pakirane i svježe hrane, znanstvene opreme, odjeću i pisma od kuće. Dok za spajanje je sličan Sojuzu uz dodatak cijevi za pretakanje Hidrazina i N2O4.

- Modul za gorivo. Kapsula za povratak na Zemlju zamijenjena je odjeljkom za gorivo. Cijevi za gorivo nalaze se na vanjskoj oplati letjelice. Ovime je, u slučaju curenja goriva, izbjegnuto miješanje otrovnih para i atmosfere na svemirskoj postaji.

- Pogonski modul. Isti je kao i kod Sojuza. Sastoji se od potisnika za orijentaciju kojima je moguće ispraviti orbitu svemirske postaje nakon što se s njom spoji.

## Verzije
Letjelica Progress doživljava manje modifikacije prilikom svakog leta ali sve važnije modifikacije uzrokovale su promjenu imena.

#### Progress
Prva generacija Progressa razvijena je sredinom 1970ih. Prvi let Progressa zbio se 20. siječnja 1978. godine. 
Prva verzija Progressa imala je masu od 7,020 kg i nosivost od 2,300 kg. Letjelica je u promjeru bila jednaka kao i Sojuz ali je bila malo duža. Vrijeme autonomije je iznosilo 3 dana i spojena sa svemirskom postajom mogla je provesti mjesec dana u orbiti.
Lansirane su ukupno 42 letjelice u ovoj verziji. Zadnji let dogodio se u svibnju 1990. godine.

#### Progress M
Progress M je prvi put lansiran prema svemirskoj postaji Mir 1989. godine. Ova verzija letjelice danas se koristi za opskrbu ISS-a. 
Progress M je zapravo istovjetan originalnom Progressu. Neke od modifikacija na njemu preuzete su sa Sojuza T i TM. U orbiti je mogao provesti 30 dana i nositi 100 kg više tereta (ukupno 2,600 kg). Progress M mogao je i vratiti 150 kg tereta na Zemlju koristeći kapsulu Raduga. Kapsula je bila 1.5 m duga i 0.6 m u promjeru i težinu od 350 kg. Progress M se može spojiti na isti dok kao i Sojuz. Po prvi put na Progress su bile ugrađene solarne panele.

#### Progress M1
Progress M1 je verzija letjelice koja može nositi više goriva ali manje krutog tereta. Ukupno je 11 puta Progress letio u ovoj verziji.

## Trenutni status
Zbog ograničene nosivosti, ESA i NASA planiraju nove letjelice za opskrbu ISS-a. ESA je dosad ostvarila najveći napredak i u siječnju 2008. planira lansirati letjelicu ATV koja će u orbitu moći prevesti 7.5 tona tereta. Za lansiranje ove letjelice koristit će se snažna raketa Ariane 5. Očekuje se da će u orbitu ATV biti lansiran svakih 12 mjeseci.
NASA trenutno razvija letjelicu Orion koja će se zamijeniti današnje Space Shuttle-ove. Kao i Progress, i ova letjelica će imati svoju bespilotnu verziju za prijevoz tereta. Orion će moći podići ISS u višu orbitu (560 km i više) što će smanjiti otpor atmosfere i potrebu za korekcijama orbite.
RKK Energia predložila je novu letjelicu pod imenom Parom koja će moći nositi 15 tona tereta do ISS-a. 